# Camionetă

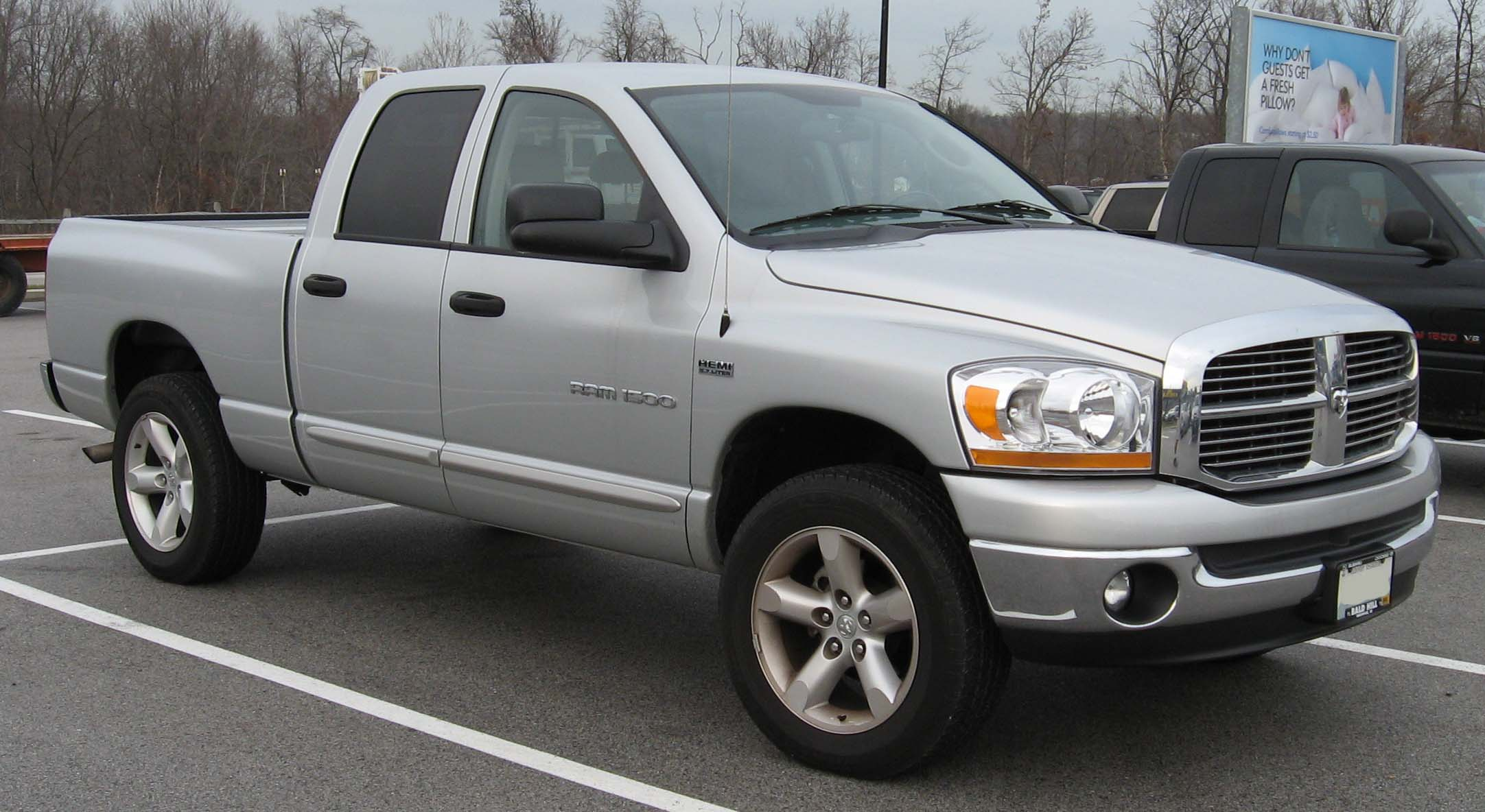
Camionetă Dodge Ram cu cabină dublă

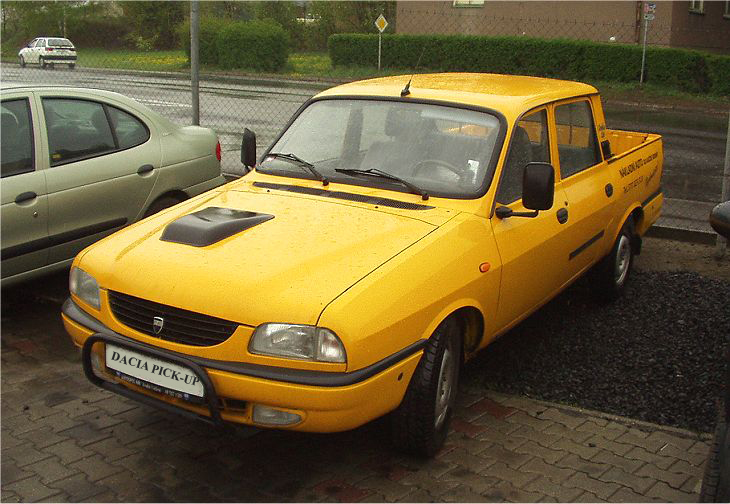
Dacia 1307 Double Cab

Camioneta este un autovehicul mai mic decât autocamionul, compus dintr-o cabină cu unul sau două rânduri de scaune pentru pasageri și o platformă descoperită în spate cu obloane, folosit pentru transportul de materiale. Acest tip de autovehicule sunt cunoscute și sub denumirea de pick-up.

## Descriere
Este formată din:
- cabină — separată de zona de încărcare
- platforma sau compartimentul de încărcare din spate

Acest gen de mașini este foarte popular în America de Nord. Designul camionetelor este variat, iar stilul și dimensiunile par să se fi adoptat un specific național. De exemplu, pe continentul american camionetele pot fi masive sau medii, vehicule grele, adeseori cu motoare V8 sau cu șase cilindri, sau compacte, echipate doar cu motoare cu patru cilindri în linie.
În Australia și Noua Zeelandă camionetele sunt cunoscute sub numele de ute, de la termenul englezesc utility vehicle.
În România, acest tip de caroserie a fost întâlnit la Dacia Pick-Up sau Dacia „Papuc” așa cum a fost botezată ea popular.